# Roland Berger Strategy Consultants
Roland Berger (з 2001 по 2015 Roland Berger Strategy Consultants) — міжнародна компанія, що займається управлінським консалтингом в Мюнхені, Німеччина.

## Історія
Компанія була заснована Роландом Бергером в 1967 році після його чотирьох років праці на фірмі Gennaro Boston Associati в Бостоні і Мілані. До 1987 року компанія з обсягом продажів понад 100 млн німецьких марок, стала найбільшою консалтинговою фірмою в Німеччині.
Для фінансування розвитку бізнесу за кордоном Роланд Бергер дозволив Deutsche Bank придбати міноритарний пакет акцій, який в 1988 році збільшився до 75,1%. Цей факт став проблемою для компанії в США, де Федеральний резервний банк забороняє дочірнім організаціям комерційних банків надавати консалтингові послуги, тому менеджери Roland Berger викупили акції Deutsche Bank в 1998 і 2000 роках.
У листопаді 2010 року компанія вела переговори про злиття з консалтинговим підрозділом Deloitte, але відмовилася від цих планів. У 2013 році за запитом партнерів Виконавчий комітет компанії розглядав "зовнішні варіанти розвитку" і можливий продаж фірми — за наявними даними, відповідна пропозиція надійшла від Ernst & Young, але ідею було відхилено керівництвом. У червні 2015 року на роботу в Roland Berger перейшов весь колектив німецької консалтингової фірми FMC Consultants GmbH.

## Організація
В основі корпоративної організації лежать міжнародні "експертні центри", а також різні функціональні і галузеві блоки. В цілому, мережа Roland Berger налічує 50 офісів в 36 країнах світу.

## Послуги та клієнти
Roland Berger консультує клієнтів з питань маркетингу та реструктуризації бізнесу, однак, крім цього, в компанії діють практики з корпоративного розвитку, корпоративних фінансів, управління інформацією, операційної стратегії, підвищення ефективності і розробці загальнийкорпоративної стратегії. Незважаючи на те, що серед клієнтів компанії превалюють підприємства автомобільної промисловості і виробничо-технічного призначення, Roland Berger також співпрацює з організаціями з таких галузей, як: енергетика і хімія, машинобудування і електроніка, фінансові послуги, інформаційні та комунікаційні технології, фармацевтика та охорона здоров'я, державний сектор і транспорт.
У число клієнтів Roland Berger входять корпорації, некомерційні організації та державні установи.

## Проекти та ініціативи
З 2013 року громадська діяльність Roland Berger зосереджена на розвитку освітніх програм і реалізується через "Фонд Роланда Бергера", який був створений у 2008 році почесним головою Ради директорів Роландом Бергером. Фонд, під управлінням якого перебувають 50 мільйонів євро, підтримує обдарованих дітей та підлітків із соціально незабезпечених сімей за допомогою програми спеціальних стипендій в Німеччині.
Станом на 2014 рік учасниками програми були 500 учнів у віці від 6 до 18 років по всій Німеччині.
У 2006 році компанія заснувала премію Best of European Business Для надання спонсорської підтримки ініціативи Counterparts з розвитку культурно-освітніх програм в Центральній і Східній Європі та програмою Young Global Leaders Всесвітнього економічного форуму.